# 178534 Mosheelitzur
178534 Mosheelitzur este o planetă minoră (asteroid) din centura de asteroizi. A fost descoperită pe 13 octombrie 1999 la Observatorul Apache Point de Sloan Digital Sky Survey și a fost numită după Moshe Elitzur⁠(d). 
Obiectul prezintă o orbită caracterizată de o semiaxă mare de 2,6052730590729 UAi, o excentricitate de 0,11138029601637, o înclinație de 2,4704492923027 ° în raport cu ecliptica.